# 斉藤信義
斉藤 信義（さいとう しんぎ、1918年3月8日 - 2009年11月26日）は、日本の曹洞宗の僧、鶴岡高専校長、山形県最上郡出身。前大本山總持寺監院。前同寺副貫首　善宝寺41世　号劫世

## 略歴
- 1918年（大正7年） - 山形県最上郡に生れる。
- 1937年（昭和12年） - 山形県立鶴岡南高等学校卒業
- 1943年（昭和18年） - 東京大学文学部卒業
- 東京大学大学院・特別研究生・修了。博士号取得
- 1971年（昭和46年）4月1日 - 鶴岡工業高等専門学校第2代校長に就任。
- 1976年（昭和51年）10月1日 - 長岡技術科学大学学長（事務取扱）[2]
- 1982年（昭和57年） - 善寳寺住職となる。
- 1983年（昭和58年）5月1日 - 長岡技術科学大学学長（事務取扱）[2]
- 2003年（平成15年） - 大本山總持寺副貫首に就任。
- 2009年（平成21年）11月26日 - 老衰のため死去。
- 2010年（平成22年）11月21日 - 善宝寺で葬儀が行われた。

## 役職等
- 鶴岡工業高等専門学校教授・校長
- 長岡技術科学大学副学長
- 鶴見大学理事長
- 善寳寺専門僧堂堂長
- 大本山総持寺副貫首
- 社会福祉法人大山仏教慈善団団長理事
- 社会福祉法人山形県社会福祉協議会副会長理事
- 總持寺学園理事
- 東北公益文化大学評議員
- 財団法人東方学院評議員

## 著作物
- 『〈慈悲の坐禅〉を生きる - 世界に発信する禅 - 』 2007 春秋社 ISBN 978-4-393-15327-7